# Вадивасов, Дмитрий Георгиевич
Дмитрий Георгиевич Вадивасов — советский хозяйственный, государственный и политический деятель, доктор технических наук, профессор.

## Биография
Родился в 1909 году в Саратове. Член КПСС.
С 1929 года — на хозяйственной, общественной и политической работе. В 1929—1946 гг. — кочегар, масленщик, слесарь, член райкома комсомола, аспирант, научный сотрудник, доцент, директор, ректор, заведующий кафедрой «Ремонт машин» Саратовского института механизации сельского хозяйства имени Калинина.
Избирался депутатом Верховного Совета РСФСР 6-го созыва.
Умер в Москве в 1992 году.